# 264
264是263與265之間的自然數。

## 在數學中
- 合數，正因數有1、2、3、4、6、8、11、12、22、24、33、44、66、88、132和264。
質因數分解為{\displaystyle 2^{3}\times 3\times 11}。
- 第61個過剩數，真因數和為456，盈度為192。前一個為260、下一個為270。
  - 第62個半完全數，和為本身的其中一組因數為1、 2、 4、 6、 8、 11、 12、 22、 44、 66、 88。前一個為260、下一個為270。
- 第78個十进制的哈沙德數。前一個為261、下一個為266。
- 十进制的奢侈數。
- 10個連續質數和（11+13+17+19+23+29+31+37+41+43）
- 半完全數：264=22+44+66+132
- 五格骨牌組成2×5×6的長方體有264種方法

## 在人類文化中
- 宜蘭縣員山鄉的郵遞區號為264
- 是美國64號州際公路的補助線
- 安圭拉的北美洲電話區號為264
- 納米比亞的國際電話區號為264
- 泰格·伍兹曾經在高爾夫球中創下連續264星期世界排名第一的紀錄
- 约翰逊县 (肯塔基州)的面積為264平方英里
- 同溫層酒店的遊樂設施XSCREAM，離地面約264米
- 若望·保祿二世是羅馬天主教第264任教宗，是歷史上到其他國家進行教宗訪問最多次的教宗
- 美國國道264是美國國道64的支線

## 在天文中
- 木衛十七的離心率為0.264
- NGC 264 是玉夫座的一個星系
- 林神星是第一顆被發現擁有超過一顆衛星的小行星，直徑為384×264×232公里

## 在其他領域中
- 西元264年和前264年
- 淺灰紫紅的HSV為（264°, 28%, 63%）
- 螢幕靛的HSV為（264°, 100%, 100%）
- H.264是由ITU-T視訊編碼專家組（VCEG）和ISO／IEC動態圖像專家組（MPEG）聯合組成的聯合視訊組（JVT，Joint Video Team）提出的高度壓縮數位影像編解碼器標準
- 現存並所知的有264種猴